# 吉村貞司
吉村 貞司（よしむら ていじ、1908年9月24日 - 1986年1月4日）は、日本の文芸評論家・美術評論家。

## 人物・来歴
福岡県生まれ。本名・彌吉三光（やよし かずみつ）。早稲田大学文学部独文科卒。雑誌記者をへて戦後『新婦人』編集長、のち杉野女子大学教授。福士幸次郎の晩年の弟子。文芸評論のほか日本文化や日本美術、中国美術の評論を多く書いた。特に川端康成を高く評価した。

## 著書
- 『近代文学と知性の歴史』学芸社 1940
- 『悲劇の系譜』白馬書房 1942
- 『人麻呂抄』鎌倉書房 1943
- 『国文学史』第1-2 須磨書房 1942-43
- 『ニーベルンゲン伝説 純ドイツ民族精神史研究』鎌倉書房 1943
- 『石の中の顔』宮島書店 (五色文庫) 1948
- 『琴が空と海を歌った話』地平社 1948
- 『エジソン―はつめい王』日本書房 (学級文庫 1・2年生) 1954
- 『ベートーベン えらい音楽家』日本書房 (学級文庫 2・3年生) 1954
- 『堀辰雄 魂の遍歴として』東京ライフ社 (東京選書) 1955
- 『モーツァルト 天才作曲家』日本書房 (学級文庫 3・4年生) 1956
- 『三島由紀夫』東京ライフ社 (東京選書) 1956
- 『あなたの人生を変える』大樹書房 1961
- 『高知城 名城合戦物語』盛光社 1966
- 『東山文化 動乱を生きる美意識』美術出版社 (美術選書) 1966
- 『危機の時代 人間性の根源を求めて』現文社 グロリア・ブックス　1966
- 『三島由紀夫の美と背徳』現文社 グロリア・ブックス　1966
- 『反逆的文学論 サルトル・ミラー・イオネスコ・禅』現文社 グロリア・ブックス 1967
- 『日本美の特質』鹿島研究所出版会(SD選書) 1967
- 『川端康成・美と伝統』学芸書林 1968
- 『足利義満』三彩社(東洋美術選書) 1969
- 『日本美の構造 東洋画論に求める』三彩社 1970
- 『古仏の微笑と悲しみ』新潮選書　1971
- 『マスコミストの条件』新潮社 1971
- 『ゲルマン神話 ニーベルンゲンからリルケまで…』読売新聞社 1972
- 『愛と苦悩の古仏』新潮選書　1972
- 『茶の美の発見』淡交社 淡交選書　1972
- 『日本神話の原像 火と大地と女と』読売新聞社・読売選書　1973
- 『いけばなに生きた人びと』徳間書店 1973
- 『沈黙の日本美』毎日新聞社 1974
- 『忘れられたものとの対話 古都・古寺・古仏』読売選書　1975
- 『愛と悲愁の古仏』毎日新聞社 1975
- 『雪舟』講談社 1975
- 『美-混迷と創造 日本画の冒険者たち』六興出版 1976
- 『日本の美術 48 修学院離宮』小学館(ブック・オブ・ブックス) 1976
- 『白鳳の再現』新潮選書　1976
- 『黄金の塔 足利義満』思索社 1977
- 『愛と無常の美学』毎日新聞社 1977
- 『あづまみちのくの古仏』六興出版 1978
- 『桃山の人びと 激動を生きぬいた美意識』思索社 1978
- 『中国水墨画の精髄 その逸格の系譜』美術公論社 1978
- 『文人書譜 7 大雅』淡交社 1979
- 『吉村貞司著作集』全7巻 泰流社 1979-80
- 『古仏との対話』美術公論社 1979
- 『妖美と純愛 川端康成作品論』東京書籍 東書選書　1979
- 『原日本の発見』理想社 1980
- 『海鳴』作品社 1980
- 『庭 日本美の創造』六興出版 1981
- 『日本古代暦の証明』六興出版 (ロッコウブックス) 1981
- 『歴史のなかの巨人たち エクセントリックの系譜』作品社 1982
- 『日本の空間構造』鹿島出版会 SD選書 1982
- 『古仏の祈りと涙 みちのく紀行』新潮選書　1983
- 『吉村貞司絵を読む』大日本絵画 1984
- 『佗びの造形』淡交社 (茶道文化選書) 1984
- 『柿本人麻呂』理想社 1984
- 『原初の太陽神と固有暦』六興出版 (ロッコウブックス) 1984
- 『日野富子 闘う女の肖像』中公新書　1985
- 『吉村貞司中国絵画を読む』大日本絵画 1986

### 共編著
- 『日本の名画 28 東山魁夷』 講談社 1972
- 『現代日本美術全集 3 菱田春草,今村紫紅』中村渓男共著 集英社 1973

### 再話
- マーク・トウェーン『トム・ソウヤーの冒険』日本書房(学級文庫 2・3年生) 1954
- アミーチス『愛の学校 クオレ』日本書房(学級文庫 3・4年生)　1954
- スチブンソン『たから島』日本書房 1955 (学級文庫 3・4年生) 1955
- ターヒューン『名犬ラッド』日本書房(小学文庫 3・4年) 1957
- ウエルズ『とうめい人間』日本書房(学級文庫 3・4年生) 1959
- ムカージ『王さまぞうサーダー』日本書房 (幼年動物名作文庫) 1966
- エドモンド・デ・アミーチス『母をたずねて三千里 クオレ物語』日本書房 1975

## 記念論集
- 『旅の余白』吉村貞司先生喜寿記念刊行会 1985.10